# Rysk småborre
Rysk småborre (Agrimonia pilosa) är en rosväxtart som beskrevs av Carl Friedrich von Ledebour. Rysk småborre ingår i släktet småborrar, och familjen rosväxter.

## Underarter
Arten delas in i följande underarter:
- A. p. nepalensis
- A. p. succapitata
- A. p. zeylanica

## Bildgalleri

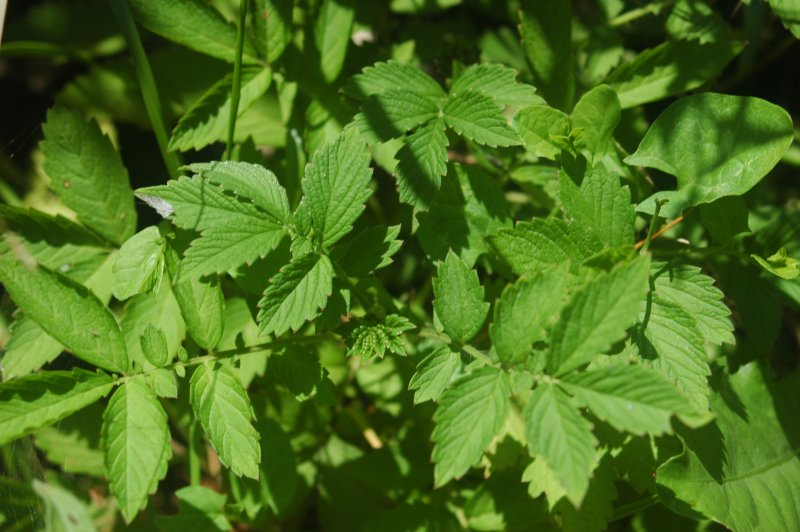
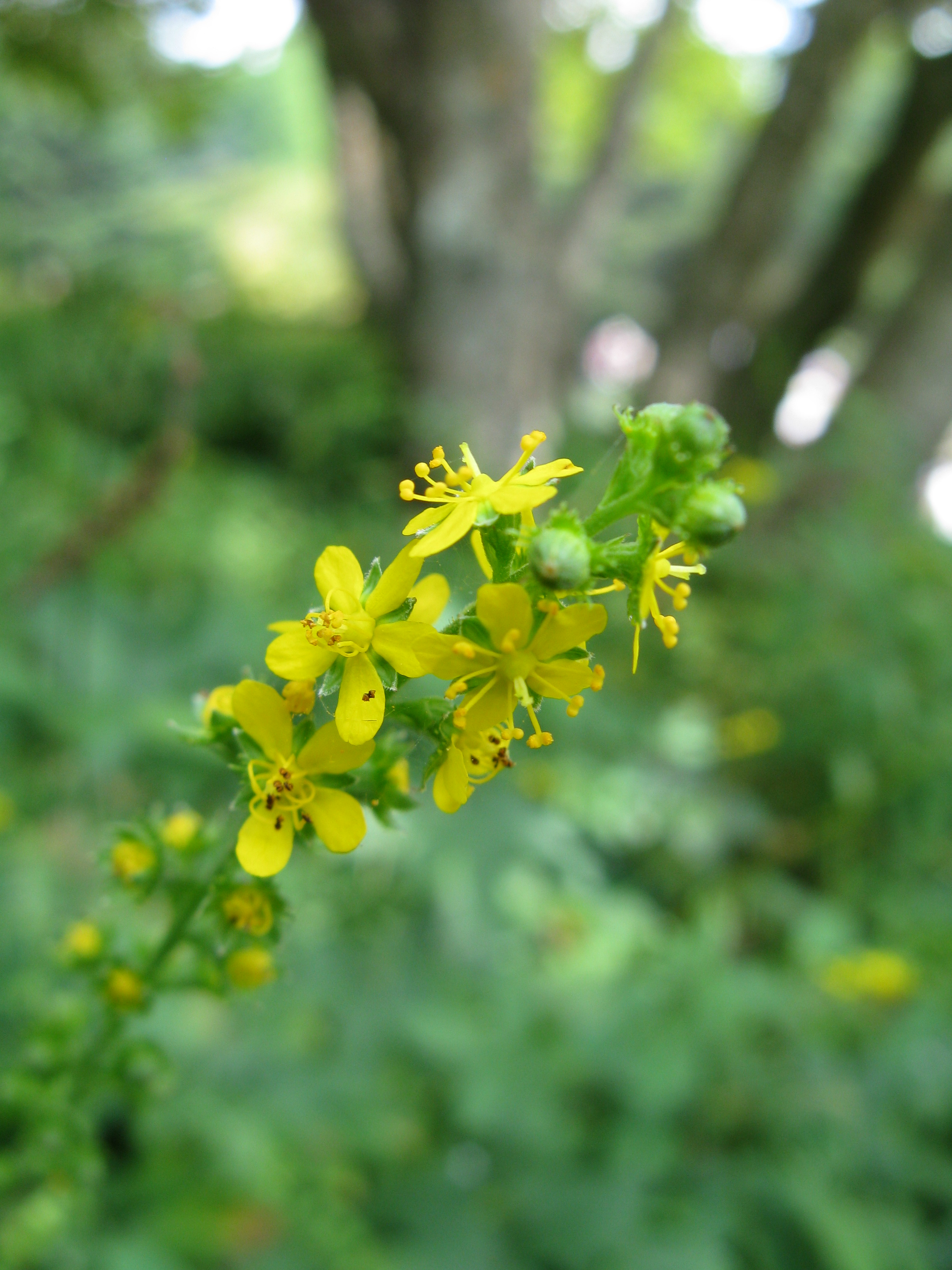